# Benedict Cumberbatch
Benedict Timothy Carlton Cumberbatch (IPA: [ˈbɛnədɪkt ˈkʌmbəbæt͡ʃ]; Londra, 19 luglio 1976) è un attore e doppiatore britannico, noto per aver interpretato Sherlock Holmes nella serie televisiva Sherlock, Khan nel dodicesimo film di Star Trek e il Dottor Strange nel Marvel Cinematic Universe. È stato inoltre acclamato dalla critica per alcuni suoi ruoli drammatici, come Alan Turing nel film The Imitation Game e Phil Burbank nel film Il potere del cane, per i quali ha ricevuto due candidature all'Oscar al miglior attore.

## Biografia
Nato a Londra il 19 luglio 1976, è l'unico figlio di Timothy Carlton Congdon Cumberbatch (attore noto con il nome d'arte Timothy Carlton) e il secondo figlio di Wanda Ventham (attrice). Attraverso quest'ultima è un discendente del Re d'Inghilterra Riccardo III. Ha frequentato la Brambletye School nel West Sussex e la Harrow School, a nord di Londra, dove ha iniziato a recitare. Finiti gli studi obbligatori ha trascorso un anno sabbatico come insegnante d'inglese in un monastero tibetano. Ha portato a termine gli studi di Drammaturgia all'Università di Manchester e dopo la laurea ha affinato la recitazione presso la London Academy of Music and Dramatic Art.

## Carriera

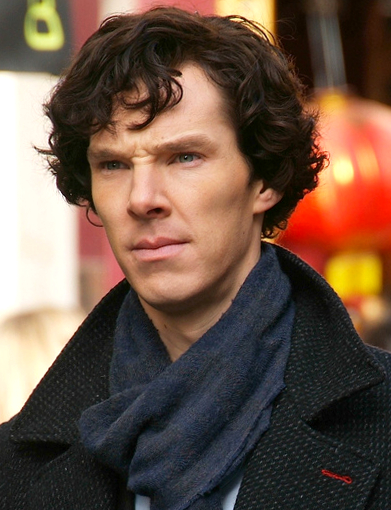
Benedict Cumberbatch durante le riprese di Sherlock (2010)

Dal 2001 ha recitato in numerosi ruoli da protagonista in opere classiche all'Open Air Theatre di Regent's Park, Almeida Theatre, Royal Court Theatre e al Royal National Theatre. Esordì in televisione nel 2002 interpretando Jeremy nel film per la televisione Fields of Gold e apparve in numerose serie televisive britanniche tra cui Tipping the Velvet, Cambridge Spies, Heartbeat, Fortysomething, Spooks e Testimoni silenziosi. Nel 2004 interpretò Stephen Hawking in Hawking, venne candidato ai premi BAFTA come migliore attore e vinse il Golden Nymph al Festival de Télévision de Monte-Carlo come migliore attore in un film per la televisione. Apparve poi nella miniserie della BBC Dunkirk nel ruolo del tenente Jimmy Langley. L'anno successivo interpretò Edmund Talbot, il protagonista della miniserie To the Ends of the Earth basata sulla trilogia di William Golding.
Nel 2005, mentre si trovava a KwaZulu-Natal in Sudafrica per le riprese della miniserie To the Ends of the Earth, Benedict e i suoi due colleghi Denise Black e Theo Landey vennero catturati da un gruppo di criminali locali. In cambio della libertà volevano da loro droga, denaro e armi. Legati con i lacci delle loro stesse scarpe, i tre vennero portati in auto fuori dalla città e fatti inginocchiare per essere uccisi. Si salvarono grazie all'improvviso accendersi di alcune luci nelle vicinanze che misero in fuga i rapitori.
Ottenne una candidatura ai Laurence Olivier Awards come miglior attore non protagonista per avere interpretato Tesman in Hedda Gabler all'Almeida Theatre e al Duke of York's Theatre nel 2005. Nel 2006 interpretò William Pitt in Amazing Grace, film che racconta la storia di William Wilberforce, leader del movimento contro la schiavitù che portò nel 1807 all'abolizione della tratta degli schiavi e infine nel 1833 anche della schiavitù nell'impero britannico. Per questo ruolo ottenne una candidatura ai London Critics Circle Film Awards come miglior esordiente britannico. Dopo questo successo apparve in ruoli importanti in Espiazione e L'altra donna del re.
Recitò a fianco di Tom Hardy nell'adattamento televisivo del libro Stuart: A Life Backwards nel 2007 e nel 2008 ottenne una candidatura ai Satellite Award come miglior attore in una miniserie per la sua interpretazione in The Last Enemy. L'anno successivo interpretò Luke Fitzwilliam in Miss Marple - È troppo facile e Bernard nell'adattamento televisivo di Small Island, questa sua interpretazione gli vale la sua seconda candidatura ai BAFTA.
Nel 2009 partecipò al film sulla vita di Charles Darwin Creation e nel 2010 apparve in The Whistleblower. Dal 2010 incarna il detective Sherlock Holmes nella serie televisiva della BBC creata da Mark Gatiss e Steven Moffat Sherlock. Nel 2010 ha recitato in The Children's Monologues all'Old Vic di Londra, un'opera prodotta dalla Dramatic Need e diretta da Danny Boyle. Nel febbraio del 2011 ha recitato al Royal National Theatre, a serate alterne, sia il ruolo del dottor Frankenstein sia della creatura a fianco di Jonny Lee Miller nell'adattamento teatrale del romanzo di Mary Shelley.
Nel 2011 interpretò Peter Guillam nell'adattamento cinematografico del romanzo di John le Carré La talpa diretto da Tomas Alfredson, recitando a fianco di Gary Oldman, Colin Firth e Tom Hardy. Nello stesso anno apparve nel film di Steven Spielberg War Horse e venne eletto attore dell'anno dalla rivista GQ.
Nel 2013 ha doppiato Sauron e il drago Smaug nel film Lo Hobbit - La desolazione di Smaug della trilogia prequel de Il Signore degli Anelli. Per Smaug, Dormammu e Shere Khan ha anche recitato le espressioni tramite la tecnica del motion capture; alla fine ha ricevuto una candidatura come miglior personaggio animato in un film live action. Nello stesso anno ha partecipato al sequel di Star Trek diretto da J. J. Abrams in cui veste i panni di John Harrison, nome fittizio di Khan Noonien Singh, uno degli antagonisti dell'Enterprise più famosi della serie televisiva originale.
Gli ultimi mesi del 2013 lo hanno visto protagonista del film Il quinto potere (The Fifth Estate), diretto da Bill Condon, in cui veste i panni del fondatore di WikiLeaks Julian Assange. Apparve anche in ruoli secondari nei film 12 anni schiavo, diretto da Steve McQueen, e I segreti di Osage County, diretto da John Wells, mentre è tornato a essere protagonista nel cortometraggio Little Favour, diretto da Patrick Viktor Monroe. Il 25 agosto 2014 ha vinto il Premio Emmy come miglior attore protagonista in un film/miniserie TV per l'episodio di Sherlock L'ultimo giuramento.
Nel 2014 veste i panni del matematico Alan Turing nel film The Imitation Game, diretto da Morten Tyldum. Per la sua interpretazione viene candidato sia al Golden Globe come miglior attore in un film drammatico, sia all'Oscar come migliore attore protagonista. Nel 2016 interpreta il dottor Stephen Strange nel film Doctor Strange, diretto da Scott Derrickson, quattordicesima pellicola del Marvel Cinematic Universe; in seguito ha ripreso il ruolo del Maestro delle Arti Mistiche in Thor: Ragnarok (2017), Avengers: Infinity War (2018), Avengers: Endgame (2019) e Spider-Man: No Way Home (2021). Nel 2022 ha ottenuto i ruoli del Dottor Strange dell'universo principale dell'MCU e delle sue varianti alternative (Defender Strange, Sinister Strange e Supreme Strange) nel film Doctor Strange nel Multiverso della Follia (2022), diretto da Sam Raimi.
Nel 2018 interpreta Patrick Melrose nell'omonima miniserie ideata da David Nicholls, adattamento televisivo del ciclo di romanzi di Edward St Aubyn.
In Italia viene trasmessa per la prima volta da Sky Atlantic dal 9 luglio al 6 agosto 2018. Sempre nello stesso anno sarà la voce originale del film d'animazione Il Grinch proprio del protagonista dell'omonimo racconto del 1957 scritto dal Dr. Seuss. La versione italiana (la cui prima uscita il 29 novembre 2018) vedrà invece come doppiatore Alessandro Gassmann.
Nel 2021 interpreta il pittore Louis Wain nel film Il visionario mondo di Louis Wain, diretto da Will Sharpe. Nello stesso anno interpreta anche il ruolo di Phil Burbank nel film Il Potere del Cane, diretto da Jane Campion. Per la sua interpretazione viene candidato al Golden Globe come miglior attore in un film drammatico. Nel 2023 viene confermato come produttore esecutivo e protagonista della miniserie televisiva Eric prodotta dalla piattaforma di streaming digitale Netflix.

## Vita privata
Il 5 novembre 2014 Cumberbatch ha annunciato il suo fidanzamento con la regista teatrale Sophie Hunter. La coppia si è sposata il 14 febbraio 2015 sull'isola di Wight e ha tre figli.
Appassionato di calcio, è tifoso dell'Arsenal.
Nel 2015 è stato nominato Comandante dell'ordine dell'Impero Britannico (Commander of the Order of the British Empire, CBE) dalla regina Elisabetta II, per il suo impegno artistico e umanitario.
Dal 2017 è stato vegano per degli anni, attualmente non lo è più. 

## Filmografia

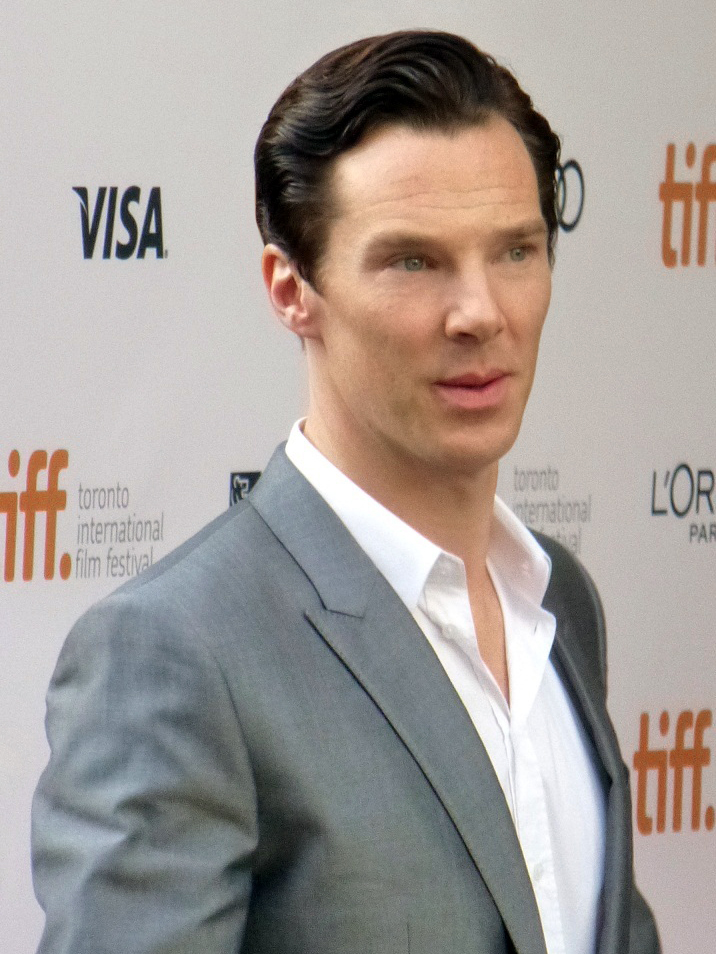
Benedict Cumberbatch all'anteprima di 12 anni schiavo (2013)

### Attore

#### Cinema
- Uccidere il re (To Kill a King), regia di Mike Barker (2003)
- Il quiz dell'amore (Starter for 10), regia di Tom Vaughan (2006)
- Amazing Grace, regia di Michael Apted (2006)
- Espiazione (Atonement), regia di Joe Wright (2007)
- L'altra donna del re (The Other Boleyn Girl), regia di Justin Chadwick (2008)
- Burlesque Fairytales, regia di Susan Luciani (2009)
- Creation, regia di Jon Amiel (2009)
- Four Lions, regia di Chris Morris (2010)
- Third Star, regia di Hattie Dalton (2010)
- The Whistleblower, regia di Larysa Kondracki (2010)
- La talpa (Tinker, Tailor, Soldier, Spy), regia di Tomas Alfredson (2011)
- War Horse, regia di Steven Spielberg (2011)
- Wreckers, regia di D.R. Hood (2011)
- Lo Hobbit - Un viaggio inaspettato (The Hobbit: An Unexpected Journey), regia di Peter Jackson (2012)[18]
- Into Darkness - Star Trek (Star Trek Into Darkness), regia di J. J. Abrams (2013)
- 12 anni schiavo (12 Years a Slave), regia di Steve McQueen (2013)
- Il quinto potere (The Fifth Estate), regia di Bill Condon (2013)
- I segreti di Osage County (August: Osage County), regia di John Wells (2013)
- Lo Hobbit - La desolazione di Smaug (The Hobbit: The Desolation of Smaug), regia di Peter Jackson (2013)[18]
- The Imitation Game, regia di Morten Tyldum (2014)
- Lo Hobbit - La battaglia delle cinque armate (The Hobbit: The Battle of the Five Armies), regia di Peter Jackson (2014)[18]
- Black Mass - L'ultimo gangster (Black Mass), regia di Scott Cooper (2015)
- Zoolander 2, regia di Ben Stiller (2016)
- Doctor Strange, regia di Scott Derrickson (2016)
- Thor: Ragnarok, regia di Taika Waititi (2017)
- Edison - L'uomo che illuminò il mondo (The Current War), regia di Alfonso Gomez-Rejon (2017)
- Avengers: Infinity War, regia di Anthony e Joe Russo (2018)
- Mowgli - Il figlio della giungla (Mowgli), regia di Andy Serkis (2018)[19]
- Brexit: The Uncivil War, regia di Toby Haynes (2019)
- Avengers: Endgame, regia di Anthony e Joe Russo (2019)
- 1917, regia di Sam Mendes (2019)
- Between Two Ferns - Il film (Between Two Ferns - The Movie), regia di Scott Aukerman (2019)
- L'ombra delle spie (The Courier), regia di Dominic Cooke (2020)
- The Mauritanian, regia di Kevin Macdonald (2021)
- Il potere del cane (The Power of the Dog), regia di Jane Campion (2021)
- Il visionario mondo di Louis Wain (The Electrical Life of Louis Wain), regia di Will Sharpe (2021)
- Spider-Man: No Way Home, regia di Jon Watts (2021)
- Doctor Strange nel Multiverso della Follia (Doctor Strange in the Multiverse of Madness), regia di Sam Raimi (2022)
- Nella bolla (The Bubble), regia di Judd Apatow (2022)
- The Book of Clarence, regia di Jeymes Samuel (2023)
- The End We Start From, regia di Mahalia Belo (2023)
- La meravigliosa storia di Henry Sugar e altre tre storie (The Wonderful Story of Henry Sugar and Three More), regia di Wes Anderson (2023)
- La trama fenicia (The Phoenician Scheme), regia di Wes Anderson (2025)
- I Roses (The Roses), regia di Jay Roach (2025)

#### Televisione
- Heartbeat – serie TV, episodi 9x19-13x17 (2000-2004)
- Fields of Gold, regia di Bill Anderson – film TV (2002)
- Tipping the Velvet, regia di Geoffrey Sax – miniserie TV (2002)
- Testimoni silenziosi (Silent Witness) – serie TV, episodi 6x05-6x06 (2002)
- Cambridge Spies, regia di Tim Fywell – miniserie TV (2003)
- Spooks – serie TV, episodio 2x01 (2003)
- Fortysomething – serie TV, 6 episodi (2003)
- Dunkirk, regia di Alex Holmes – miniserie TV (2004)
- Hawking, regia di Philip Martin – film TV (2004)
- Nathan Barley – serie TV, episodi 1x03-1x04 (2005)
- To the Ends of the Earth, regia di David Attwood – miniserie TV (2005)
- Broken News – serie TV, episodi 1x01-1x04-1x06 (2005)
- Stuart: A Life Backwards, regia di David Attwood – film TV (2007)
- The Last Enemy – serie TV, 5 episodi (2008)
- Miss Marple (Agatha Christie's Marple) – serie TV, episodio 4x02 (2008)
- Small Island, regia di John Alexander – film TV (2009)
- Van Gogh: Painted with Words, regia di Andrew Hutton – film TV (2010)
- Sherlock – serie TV, 13 episodi (2010-2017)
- Parade's End, regia di Susanna White – miniserie TV, 5 episodi (2012)
- Bambini nel tempo (The Child in Time), regia di Julian Farino – film TV (2017)
- Patrick Melrose – miniserie TV, 5 episodi (2018)
- Brexit: The Uncivil War, regia di Toby Haynes – film TV (2019)
- Eric, regia di Lucy Forbes – miniserie TV (2024)

#### Cortometraggi
- Hills Like White Elephants, regia di Paige Cameron (2002)
- Inseparable, regia di Nick White (2007)
- Little Favour, regia di Patrick Viktor Monroe (2013)
- La meravigliosa storia di Henry Sugar (The Wonderful Story of Henry Sugar), regia di Wes Anderson (2023)
- Veleno (Poison), regia di Wes Anderson (2023)

### Doppiatore
- Girlfriend in a Coma, regia di Annalisa Piras (2012)
- I Simpson (The Simpsons) – serie animata, episodi 24x12 e 32x19 (2013-2021) – Alan Rickman / Severus Piton; Hugh Grant; Quilloghby
- I pinguini di Madagascar (Penguins of Madagascar), regia di Eric Darnell e Simon J. Smith (2014)
- Il Grinch (The Grinch), regia di Yarrow Cheney e Scott Mosier (2018)
- Good Omens – serie TV, episodio 1x06 (2019)
- What If...? – serie animata (2021)

### Produttore
- The Mauritanian, regia di Kevin Macdonald (2021)
- Il visionario mondo di Louis Wain (The Electrical Life of Louis Wain), regia di Will Sharpe (2021)
- We Live in Time, regia di John Crowley (2024)

## Teatrografia

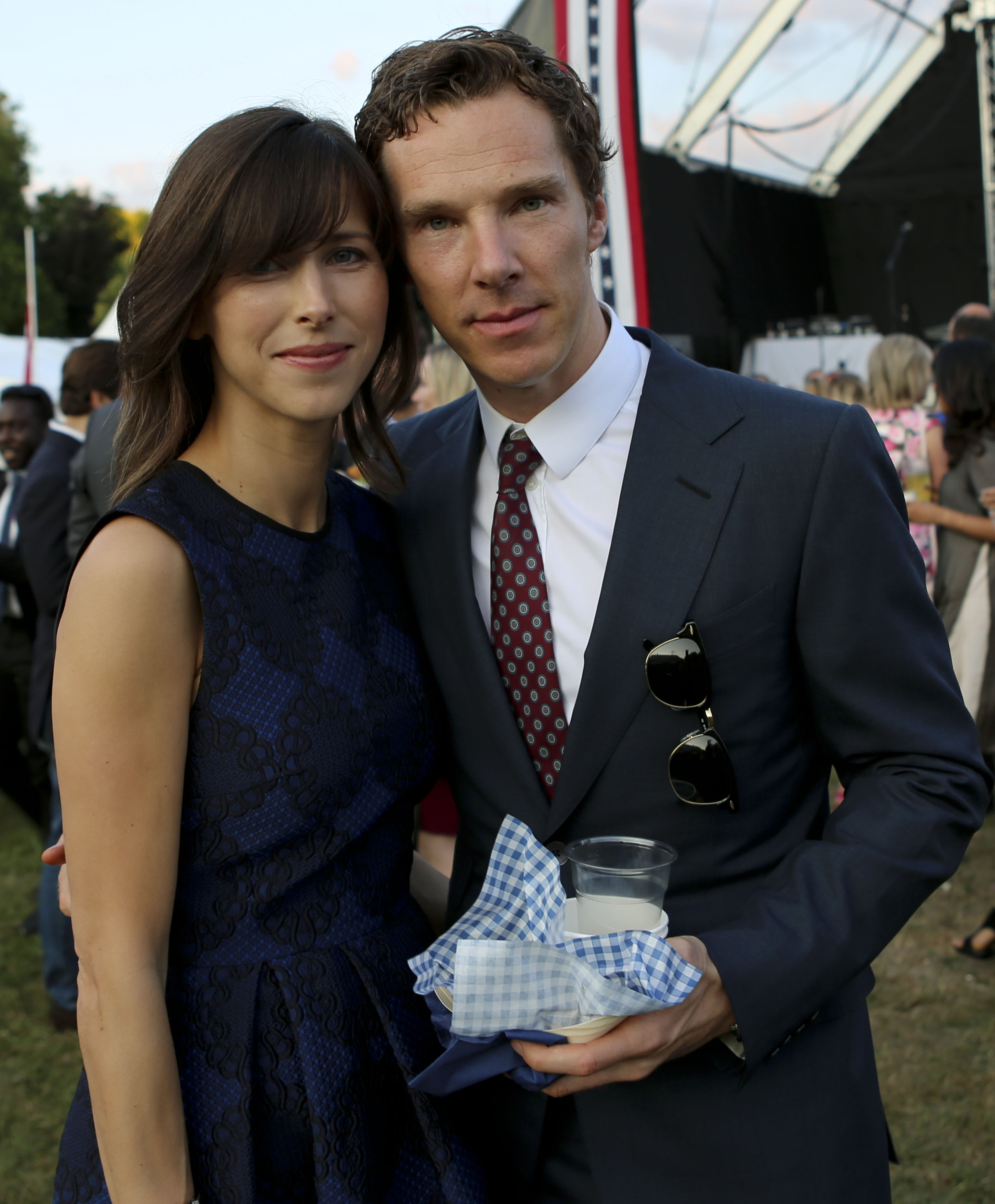
Cumberbatch con la moglie nel 2015

- Pene d'amor perdute, di William Shakespeare, regia di Rachel Kavanaugh. Regent's Park Open Air Theatre di Londra (2001)
- Sogno di una notte di mezza estate, di William Shakespeare, regia di Regent Kavanaugh. Regent's Park Open Air Theatre di Londra (2001)
- Come vi piace, di William Shakespeare, regia di Rachel Kavanaugh. Regent's Park Open Air Theatre di Londra (2002)
- Romeo e Giulietta, di William Shakespeare, regia di Rachel Kavanaugh. Regent's Park Open Air Theatre di Londra (2002)
- Oh, What a Lovely War!, di Joan Littlewood, regia di Ian Talbot. Regent's Park Open Air Theatre di Londra (2002)
- La donna del mare, di Henrik Ibsen, regia di Trevor Nunn. Almeida Theatre di Londra (2004)
- Hedda Gabler, di Henrik Ibsen, regia di Richard Eyre. Almeida Theatre e Duke of York's Theatre di Londra (2005)
- Period of Adjustment, di Tennessee Williams, regia di Howard Davies. Almeida Theatre di Londra (2006)
- Il rinoceronte, di Ionesco, regia di Dominic Cooke. Royal Court Theatre di Londra (2007)
- Omobono e gli incendiari, di Max Frisch, regia di Ramin Gray. Royal Court Theatre di Londra (2007)
- The City, di Martin Crimp, regia di Katie Mitchell. Royal Court Theatre di Londra (2007)
- After the Dance, di Terence Rattigan, regia di Thea Sharrock. National Theatre di Londra (2010)
- The Children's Monologues, regia di Danny Boyle. Old Vic di Londra (2010)
- Frankenstein, di Nick Dear, regia di Danny Boyle. National Theatre di Londra (2011)
- Amleto, di William Shakespeare, regia di Lyndsey Turner. Barbican Centre di Londra (2015)

## Riconoscimenti
- Premio Oscar
  - 2015 – Candidatura al migliore attore protagonista per The Imitation Game
  - 2022 – Candidatura al migliore attore protagonista per Il potere del cane
- Golden Globe
  - 2012 – Candidatura al migliore attore in una miniserie o film televisivo per Sherlock
  - 2015 – Candidatura al migliore attore in un film drammatico per The Imitation Game
  - 2019 – Candidatura al migliore attore in una miniserie o film televisivo per Patrick Melrose
  - 2022 – Candidatura al migliore attore in un film drammatico per Il potere del cane
- Premi BAFTA
  - 2015 – Candidatura al migliore attore per The Imitation Game
  - 2022 – Candidatura al migliore attore per Il potere del cane
- British Academy Television Awards
  - 2005 – Candidatura al miglior attore protagonista per Hawking
  - 2010 – Candidatura al miglior attore non protagonista per Small Island 
  - 2011 – Candidatura al miglior attore protagonista per Sherlock
  - 2012 – Candidatura al miglior attore protagonista per Sherlock
  - 2015 – Candidatura al miglior attore protagonista per Sherlock
  - 2017 – Candidatura al miglior attore protagonista per The Hollow Crown: The Wars of the Roses
  - 2019 – Miglior attore protagonista per Patrick Melrose
- British Independent Film Award
  - 2011 – Candidatura al miglior attore non protagonista per La talpa
  - 2014 – Premio Variety
  - 2014 – Candidatura al miglior attore per The Imitation Game
- Critics' Choice Movie Award
  - 2013 – Candidatura al miglior cast corale per 12 anni schiavo
  - 2013 – Candidatura al miglior cast corale per I segreti di Osage County
  - 2014 – Candidatura al miglior attore per The Imitation Game
  - 2014 – Candidatura al miglior cast corale per The Imitation Game
  - 2021 – Candidatura al miglior attore per Il potere del cane
  - 2021 – Candidatura al miglior cast corale per Il potere del cane
- Empire Awards
  - 2015 – Candidatura al miglior attore per The Imitation Game[20]
- Laurence Olivier Award
  - 2012 – Miglior attore per Frankenstein
  - 2016 – Candidatura al miglior attore per Amleto
- London Critics Circle Film Awards
  - 2007 – Candidatura al miglior attore britannico esordiente per Amazing Grace
- Premio Emmy
  - 2012 – Candidatura al miglior attore protagonista in una miniserie o film per la televisione per Sherlock
  - 2013 – Candidatura al miglior attore protagonista in una miniserie o film per la televisione per Parade's End
  - 2014 – Miglior attore protagonista in una miniserie o film per la televisione per Sherlock
  - 2016 – Candidatura al miglior attore protagonista in una miniserie o film per la televisione per Sherlock
  - 2017 – Candidatura al miglior attore protagonista in una miniserie o film per la televisione per Sherlock
  - 2018 – Candidatura al miglior attore protagonista in una miniserie o film per la televisione per Patrick Melrose
- Satellite Award
  - 2008 – Candidatura al miglior attore in una miniserie o film per la televisione per The Last Enemy
  - 2010 – Candidatura al miglior attore in una miniserie o film per la televisione per Sherlock
  - 2022 – Miglior attore in un film drammatico per Il potere del cane
- Saturn Award
  - 2014 – Candidatura al miglior attore non protagonista per Into Darkness - Star Trek
- Altri riconoscimenti
- 2004 – Premio Golden Nymph (Festival di Montecarlo) per il miglior attore in un film per la televisione per Hawking
- 2006 – Premio Golden Nymph (Festival di Montecarlo) per il miglior attore in una miniserie per To the Ends of the Earth
- 2011 – Broadcasting Press Guild Award per il miglior attore per Sherlock
- 2012 – Central Ohio Film Critics Association Award per il miglior cast per La talpa
- 2012 – Critics' Choice Television Awards per il miglior attore in un film o miniserie TV per Sherlock, Into Darkness – Star Trek

## Doppiatori italiani
Nelle versioni in italiano delle opere in cui ha recitato, Benedict Cumberbatch è stato doppiato da:
- Riccardo Niseem Onorato in Espiazione, War Horse, 12 anni schiavo, I segreti di Osage County, The Imitation Game, Edison - L'uomo che illuminò il mondo, Patrick Melrose, 1917, L'ombra delle spie, The Mauritanian, Il potere del cane, Il vangelo secondo Clarence, La meravigliosa storia di Henry Sugar, Veleno, Eric
- Francesco Bulckaen in Doctor Strange, Thor: Ragnarok, Avengers: Infinity War, Avengers: Endgame, Between Two Ferns - Il film, Spider-Man: No Way Home, Doctor Strange nel Multiverso della Follia
- Alessio Cigliano in La talpa, Parade's End, Il quinto potere, Il visionario mondo di Louis Wain
- Francesco Pezzulli in Sherlock,[21] Bambini nel tempo
- Simone D'Andrea in Into Darkness - Star Trek, La trama fenicia
- Danilo De Girolamo in Hawking
- Daniele Barcaroli in Miss Marple
- Riccardo Rossi ne Il quiz dell'amore
- Roberto Certomà in Amazing Grace
- Edoardo Stoppacciaro in L'altra donna del re
- Federico Di Pofi in Creation
- Gianluca Crisafi in Four Lions
- Marco Vivio in The Whistleblower
- Massimo De Ambrosis in Black Mass - L'ultimo gangster
- Andrea Lavagnino in Zoolander 2
- Christian Iansante in Brexit: The Uncivil War

Da doppiatore è sostituito da:
- Luca Ward ne I Simpson (ep. 24x12, Hugh Grant), Lo Hobbit - La desolazione di Smaug, Lo Hobbit - La battaglia delle cinque armate[22]
- Francesco Bulckaen in What If...?, I Simpson (ep. 32x19)
- Francesco Vairano ne I Simpson (ep. 24x12, Severus Piton)
- Roberto Herlitzka in Girlfriend in a Coma
- Alberto Angrisano ne I pinguini di Madagascar
- Alessandro Gassmann ne Il Grinch
- Alessandro Budroni in Good Omens
- Stefano Crescentini in Mowgli - Il figlio della giungla[19]
- Adriano Giannini in Naples '44